# Courbevoie
Courbevoie (wymowaⓘ) – miejscowość i gmina we Francji, w regionie Île-de-France, w departamencie Hauts-de-Seine. Przez miejscowość przepływa Sekwana. 

Tour D2 w Courbevoie (La Défense), 2020.

Według danych na rok 2012 gminę zamieszkiwało 86 854 osób, a gęstość zaludnienia wynosiła 20 828 osób/km². Wśród 1287 gmin regionu Île-de-France Courbevoie plasuje się na 741. miejscu pod względem powierzchni.
W Courbevoie urodził się w 1914 roku aktor Louis de Funès, a w 1894 pisarz Louis-Ferdinand Céline. Pochodzi stąd też urodzony w 1946 piosenkarz francuski Michel Delpech.

## Współpraca
- Forest, Belgia
- Enfield Town, Wielka Brytania

Położenie Courbevoie w ramach aglomeracji paryskiej

- Freudenstadt, Niemcy